# Neadmete
Neadmete is een geslacht van weekdieren uit de klasse van de Gastropoda (slakken).

## Soorten
- Neadmete ahoi Harasewych & Petit, 2011
- Neadmete cancellata (Kobelt, 1887)
- Neadmete circumcincta (Dall, 1873)
- Neadmete japonica (E. A. Smith, 1879)
- Neadmete modesta (Carpenter, 1864)
- Neadmete nakayamai Habe, 1961
- Neadmete okutanii Petit, 1974
- Neadmete profundicola Okutani, 1964
- Neadmete unalashkensis (Dall, 1873)